# Жигалово (Могилёвская область)
Жигалово (бел. Жыгалава) — деревня в Мстиславском районе Могилёвской области Белоруссии. Входит в состав Мазоловского сельсовета.

## География
Деревня находится в северо-восточной части Могилёвской области, в пределах Оршанско-Могилёвской равнины, на правом берегу реки Молотовни, на расстоянии примерно 7 километров (по прямой) к югу от Мстиславля, административного центра района. Абсолютная высота — 177 метров над уровнем моря.

## История
Согласно «Списку населенных мест Могилёвской губернии» 1910 года издания населённый пункт входил в состав Зятицкого сельского общества Казимирово-Слободской волости Мстиславского уезда Могилёвской губернии. В деревне имелось 16 дворов и проживало 115 человек (55 мужчин и 60 женщин).
До 2013 года Жигалово входило в состав ныне упразднённого Селецкого сельсовета.

## Население
По данным переписи 2009 года, в деревне проживало 10 человек.